# Maneki-neko

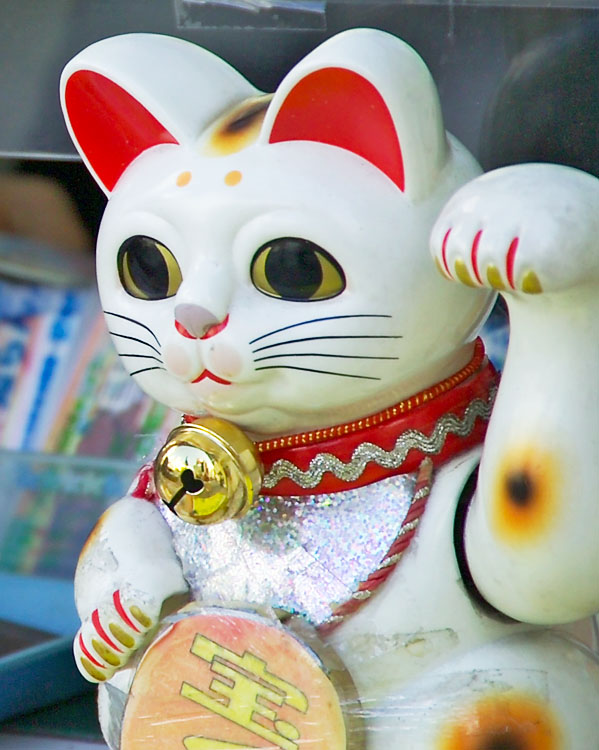
Maneki Neko

Maneki-neko (japonsky 招き猫) je druh japonské sošky, často z keramiky, skla či levněji z plastů, která má přinášet štěstí a bohatství svému majiteli. Neko v japonštině znamená kočka, maneki pozvání. Maneki-neko je tedy něco jako vábící kočka. Lze ji obvykle spatřit před japonskými obchody, restauracemi, pačinko hernami a dalšími podniky. Tradičně je zobrazena ve vzpřímené poloze se vztyčenou přední tlapkou. Některé verze této sošky umí tlapkou dokonce kývat. Toto gesto ruky je v japonské kultuře chápáno jako gesto pozvání. Tvrdívá se, že když kočka zvedá pravou tlapku, přitahuje peníze, když levou tlapku, přitahuje zákazníky. Na krku má Maneki-neko vždy červený obojek s rolničkou.